# 浪漫 ～MY DEAR BOY～
《浪漫 ～MY DEAR BOY～》（浪漫 ～MY DEAR BOY～）是日本女子音樂組合「早安少女組。」的第23张单曲，於2004年5月12日由zetima发售。

## 概要
- 「浪漫 ～MY DEAR BOY～」是舞台劇「HELP!! 熱っちぃ地球を冷ますんだっ。」的主題曲。
- 此單曲有2個版本，分別是「初回生産限定盤」和「CD ONLY」。
- 在5月24日於公信榜单曲週排行榜取得第4位。

## 收錄内容

### CD
1. 浪漫 ～MY DEAR BOY～
（作詞・作曲：淳君 編曲：鈴木俊介）
2. 美好的情感!（ファインエモーション!）
（作詞・作曲：淳君 編曲：鈴木Daichi秀行）
3. 浪漫 ～MY DEAR BOY～ (Instrumental)